# 原正鼎
原 正鼎（はら せいてい、1881年（明治14年）8月 - 没年不詳）は、日本の裁判官。

## 経歴
山形県米沢市出身。1906年（明治39年）、京都帝国大学法科大学独法科を卒業して、司法官試補となった。京都地方裁判所判事、大阪地方裁判所判事を経て、1909年（明治42年）に朝鮮に渡り、京城区裁判所判事、京城地方裁判所判事、京城覆審法院判事、高等法院判事を歴任。1920年（大正9年）、朝鮮総督府法務局民事課長に転じ、1923年（大正12年）に欧米に出張した。帰国後、高等法院判事、京城地方法院長、高等法院部長を経て、1932年（昭和7年）に大邱覆審法院長となり、1939年（昭和14年）に高等法院長に就任した。
1943年（昭和18年）、退官。